# Aurora (gudinde)
 For alternative betydninger, se Aurora. (Se også artikler, som begynder med Aurora)
Aurora er i romersk mytologi gudinden for morgenrøden.
Aurora fornyer sig selv hver morgen ved daggry og flyver over himlen og bebuder morgenens ankomst. Hun har en broder (solen) og en søster (månen). Hun har haft mange mænd og har fire sønner: vindene fra nord, syd, øst og vest. 
En af hendes mænd var Tithonus. Aurora bad Zeus om at give ham udødelighed. Aurora glemte dog at spørge om at give ham evig ungdom, så Tithonos ældes for evigt.
William Shakespeare omtaler Aurora i Romeo og Julie.